# Da Yie
Pour plus de détails, voir Fiche technique et Distribution.
Da Yie est un court métrage belge réalisé en 2019 par Anthony Nti.
Il est sélectionné et récompensé dans de nombreux festivals, notamment le Festival international du court métrage de Clermont-Ferrand où il reçoit le Grand Prix du Jury, La Guarimba International Film Festival où il a été nommé pour le prix du meilleur court-métrage fiction, et aux BAFTA Los Angeles Student Film Awards 2020, où il figure parmi les finalistes. Il est également retenu dans la « shortlist » des 10 films en course pour l'Oscar du meilleur court métrage en prises de vues réelles en 2021.
Ce film a été produit par Anthony Nti, Chingiz Karibekov et Dimitri Verbeek et est distribué par la société de distribution internationale Salaud Morisset.

## Synopsis
Par une journée ensoleillée au Ghana, deux enfants montent dans la voiture d'un inconnu qui les emmène voir du pays. Tous les trois s'entendent si bien que « Bogah », l'inconnu commence à remettre en question ses intentions initiales.

## Fiche technique
- Titre : Da Yie
- Réalisateur : Anthony Nti
- Langues : akan, français, anglais